# Proterocladia roseata
Proterocladia roseata är en fjärilsart som beskrevs av Hopp 1922. Proterocladia roseata ingår i släktet Proterocladia, och familjen Megalopygidae. Inga underarter finns listade i Catalogue of Life.